# Newport (Tennessee)
Newport is een plaats (city) in de Amerikaanse staat Tennessee, en valt bestuurlijk gezien onder Cocke County.

## Demografie
Bij de volkstelling in 2000 werd het aantal inwoners vastgesteld op 7242.
In 2006 is het aantal inwoners door het United States Census Bureau geschat op 7391, een stijging van 149 (2,1%).

## Geografie
Volgens het United States Census Bureau beslaat de plaats een oppervlakte van
14,0 km², geheel bestaande uit land. Newport ligt op ongeveer 364 m boven zeeniveau.

## Plaatsen in de nabije omgeving
De onderstaande figuur toont nabijgelegen plaatsen in een straal van 32 km rond Newport.